# Horatia Valeria
Horatia Valeria va ser una antiga llei romana de l'any 449 aC (304 de la fundació de Roma) quan eren cònsols Marc Horaci Barbat i Luci Valeri Potit. Establia que el Senat Romà havia d'obeir i acceptar tot allò que el poble hagués votat en uns comicis tribunats o als plebiscits.